# پیست شهری باکو
پیست شهر باکو (ترکی آذربایجانی: Bakı Şəhər Halqası) یک پیست ورزش‌های موتوری در شهر باکو، جمهوری آذربایجان است.
این پیست که معمولاً برای مسابقات فرمول یک استفاده می‌شود، دارای ظرفیت ۲۸٬۰۰۰ نفر است.